# Vladimir Ignatenko
Vladimir Ignatenko (Táldom, 17 de abril de 1955) es un atleta soviético retirado, especializado en las pruebas de 100 metros y Relevo 4 × 100 metros. En dichas pruebas consiguió sendas medallas de bronce en el Campeonato Europeo de Atletismo de 1978 celebrado en Praga.

## Carrera deportiva
En el Campeonato Europeo de Atletismo de 1978 ganó la medalla de bronce en los 100 metros, con un crono de 10.37 s (mejor marca personal), siendo superado por el italiano Pietro Mennea (oro con 10.27 s.) y el alemán Eugen Ray (plata con 10.36 s.). Asimismo, logró la medalla de bronce en el Relevo 4 × 100 metros con el combinado soviético con una marca de 38.82, tras Polonia (oro, 38.58 s.) y la Alemania del Este (plata, 38.78 s.).